# Gebrüder Breslauer, Pelzwarenfabrik

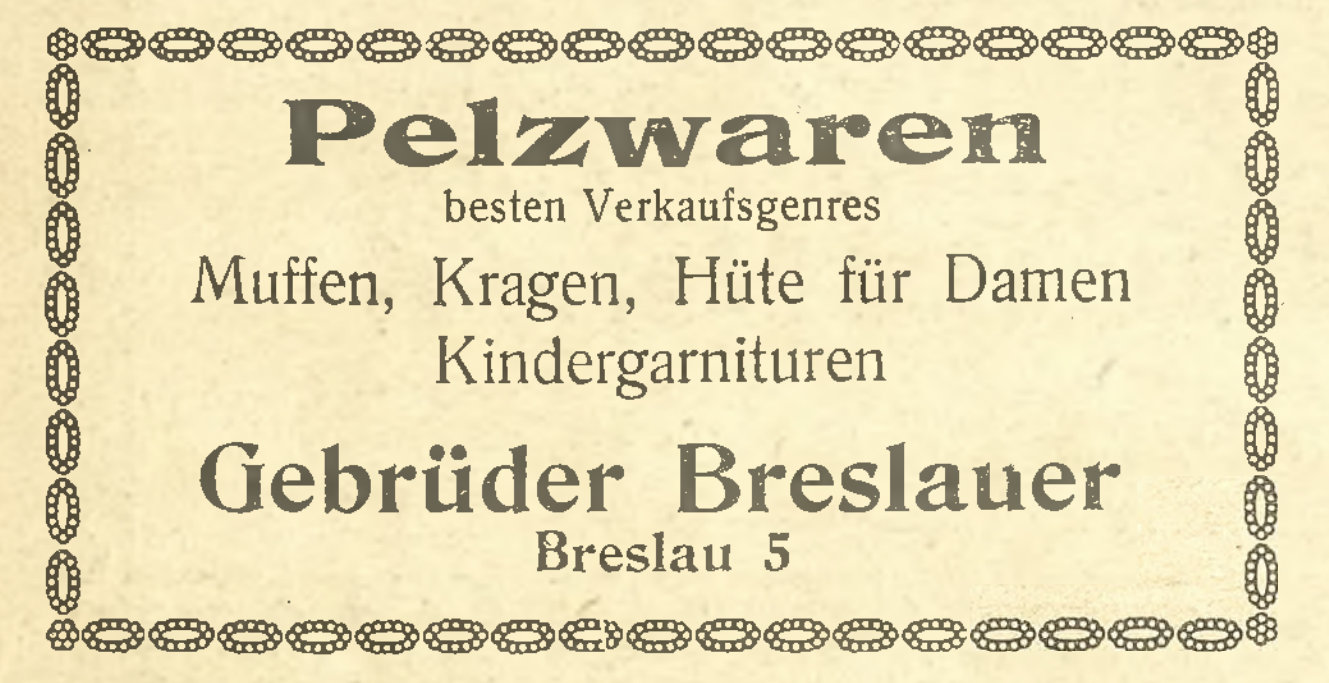
Gebrüder Breslauer, „Pelzwaren – beste Verkaufsgenres“ (Anzeige 1921)

Das 1876 in Breslau gegründete Pelzkonfektions-Unternehmen Gebrüder Breslauer, Pelzwarenfabrik zählte, wie es rückblickend hieß, „zu den großen im Reiche“, ein „Mittelpunkt der schlesischen Pelzindustrie“. 1888 war es in Breslau in der Tauentzienstraße 17b ansässig, dem Zentrum der südlichen Vorstadt (heute Ulica Tadeusza Kościuszki), 1928 mit seinem Stammhaus in der Gräbschener Straße 5 (heute Ulica Grabiszyńska). Wesentliche Bedeutung bekam die Filiale und späterer Firmensitz in Berlin. Anfang des 20. Jahrhunderts gehörte Gebrüder Breslauer, neben Firmen wie H. Wolff, Wilh. Reinecke und anderen, zu den wenigen Berliner Pelzhandelsunternehmen, die bereits eigene Filialen in den Weltstädten unterhielten.
Breslau ist eine Stadt mit großer und langer Kürschnertradition. Im Verlauf des 18. Jahrhunderts hatte schon eine straffe Zentralisation des Rauchwarenhandels in einzelnen Messestädten stattgefunden. Bereits damals dominierte Leipzig mit dem Zentrum um den Brühl, russisches Pelzwerk kam noch hauptsächlich über Breslau und Glogau auf den Markt. In den 1870er Jahren entstanden mit den Gebrüdern Breslauer und der Firma Lewin die ersten dortigen großen Pelzkonfektionsbetriebe.

## Firmengeschichte
Nach dem frühen Tod des „enorm tüchtigen Vaters“ übernahm Hans Breslauer die Leitung des Betriebes mit der Zweigstelle in Berlin. Wesentlich unterstützt wurde er durch den noch von seinem Vater aufgenommenen Teilhaber Pinkus, „einen sehr gewissenhaften, schaffensfrohen Fachmann, der in alter Art das Geschäft führte und auf alter Höhe hielt“. Die Firma, die dem ebenfalls sehr angesehenen Breslauer Mitbewerber C. Lewin „nicht nachstand“, hatte unter ihrer Leitung Jahrzehnte lang „Rang und Klang“ in der Branche. Gebrüder Breslauer gehörte zu den wenigen Firmen, die früh „ihre Modelle in hübschen Alben auf bestem Papier und vielfach gedruckt versandten“.
Als Pinkus seinem Sohn die Zukunft sichern wollte, Hans Breslauer aber bereits seinen jüngeren Bruder in die Firma aufgenommen hatte, kam es zur Trennung. Philipp Manes, Rauchwarenkommissionär und Chronist der Pelzbranche, urteilte: „Nicht vorteilhaft, diese sichernde, bewährte Kraft zu verlieren. Hans Breslauer, ein hochgebildeter, vielgereister Mann, der in London, Brüssel und Paris zu Hause war, ein tüchtiger Verkäufer, begann nun das Regiment allein zu führen.“
Das bisher kleine, bescheidene Berliner Filialunternehmen mit Fabrikation leitete der „ruhige“ Leopold Gottlieb. Es erhielt im von 1901 bis 1903 umgebauten Spindlershof, Wallstraße 11–12, Aufgang F, „modernste Räume“. Keine der anderen Firmen besaß nun so schöne holzgetäfelte Schauräume und Büros. Das Privatkontor mit mächtigen Konferenztischen, Sesseln, Sofas, Schreibtischen wurde als „Sehenswürdigkeit“ beschrieben.
Im Berliner Handelsregister von 1921 lautete die Eintragung: „Gebrüder Breslauer (Pelzw.), Hans u. Wwe. Marie Breslauer geb. Trier. Adolf Pinkus. Niederwallstr. 21“. Im Handelsregister von 1926 war die „Gebrüder Breslauer Pelzwarenfabrik“ seit 1923, unter derselben Adresse, jetzt als Aktiengesellschaft verzeichnet. Vertretungsberechtigt waren Hans Breslauer, Adolf (Aron) Pinkus. Gemeinsame Prokura hatten Paul Carstaedt, Leon Schlesinger, Else Trautmann und Willy Thiemig. Das eingesetzte Kapital betrug 480.000 Mark.
Hans Breslauer war beständig zwischen Breslau und Berlin unterwegs, hinzu kamen Geschäftsreisen im In- und Ausland. Um über alles unterrichtet zu sein, wurden zwischen beiden der gesamte Schriftverkehr einschließlich der Rechnungen ausgetauscht. Philipp Manes schrieb: „Sie türmten sich zu Stößen, die nie gelesen wurden. Die Telefonrechnungen erreichten schwindelnde Höhen. Die Spesen und Reisekosten gleichermaßen.“ Nach Manes’ Einschätzung verlor der Chef in dem Bestreben, alles selbst zu erledigen, alles zu wissen und um alles gefragt zu werden, letztlich jede Übersicht, woran auch die täglichen Rapporte nichts änderten. Vor lauter Geschäftigkeit kam er nicht zum Geschäft.
Es folgte der Zusammenbruch des Unternehmens. Zweimalige Versuche wieder aufzusteigen, scheiterten im Zeitraum mehrerer Jahre. 1938 wurde die Firma aufgegeben, also nach der Machtübernahme durch die Nationalsozialisten und der Drangsalierung von Betrieben mit jüdischen Inhabern. Laut Philipp Manes war Hans Breslauer in die USA emigriert und dort wieder in der Pelzbranche tätig. 

## Marginalien
- Im Mai 1891 wurde für die Gebrüder Breslauer ein Warenzeichen für eine Knopfbefestigung mit Drahtösen eingetragen: .[10] Große Knöpfe waren bis zur Patentierung des Keska-Klipverschlusses eine bei Pelzen hauptsächlich angewendete Verschlussart.

## Zitat
Rudolf Tausk (geb. 16. April 1890 in Trebnitz), gelernter Dekorateur und Vertreter für Möbel, Innenausstattung und Textilbekleidung, notierte 1933 in seinem Tagebuch:

„Am gleichen Tag, als man in Breslau erstmalig gegen die jüdischen Geschäfte vorging – eine Angelegenheit, von der ich vorher auch keine Ahnung hatte, da sie sozusagen spontan einsetzte – wollte ich für die Leipzger Firma Friedrich Wimmer, Pelzfurnituren, die maßgebenden Pelzfirmen aufsuchen. Das war im März, in der Einkaufszeit.
Ich will also bei Gebrüder Breslauer anfangen und werde von SA-Leuten, die vor dem Hause Antoniusstraße 2/4 Posten stehen, darum gebeten, »lieber morgen zu kommen, heute wäre es zu gefährlich«. Man geht also zur nächsten: M. Pinkus im oberen Stockwerk des gleichen Hauses, in dem unten die Firma Blasse ist. Das Haus ist ebenfalls abgesperrt, und man fängt denselben Unsinn mit mir an. Ich sage: »Ich habe nicht mit Blasse zu tun, sondern mit der Pelzfabrik Pinkus, die ich für eine Leipziger Firma aufzusuchen habe«. Zum Glück hatte ich Firmenkarten da, die ich vorwies. Darauf mischt sich ein Jüngelchen, ein typisch fanatisches Blaßgesicht in SA-Aufmachung, ins Gespräch, erklärt sich als Akademiker und murmelt, nachdem ich ihm auch meine Visitenkarte gezeigt habe, einen Namen und will wissen, ob Pinkus auch eine Judenfirma ist. Darauf sage ich ihm: »Das geht sie nichts an, ich komme im Auftrag einer auswärtigen Firma, ich kann mich nicht in der Ausübung meines Berufs stören lassen und ich möchte wissen, was ich meinem Leipziger Haus mitteilen soll«. Worauf das fanatische Bleichgesicht sagt: »Schreiben Sie, wir werden uns nach und nach alle Juden vornehmen, wir werden keinen auslassen«.“

Anfang Juni 1942 wurde in Breslau die „Endlösung der Judenfrage“ abgeschlossen. Rudolf Tausks Mutter wurde mit dem letzten „Evakuierungstransport“ in das Konzentrationslager Theresienstadt geschickt, von dem es wohl kaum Überlebende gegeben hat. Auch Walter Tausk hat das Ghetto in Kowno wahrscheinlich nicht überlebt, seine Schwestern wurden offenbar ebenfalls umgebracht, es verliert sich jede Spur.